# Kraina orientalna

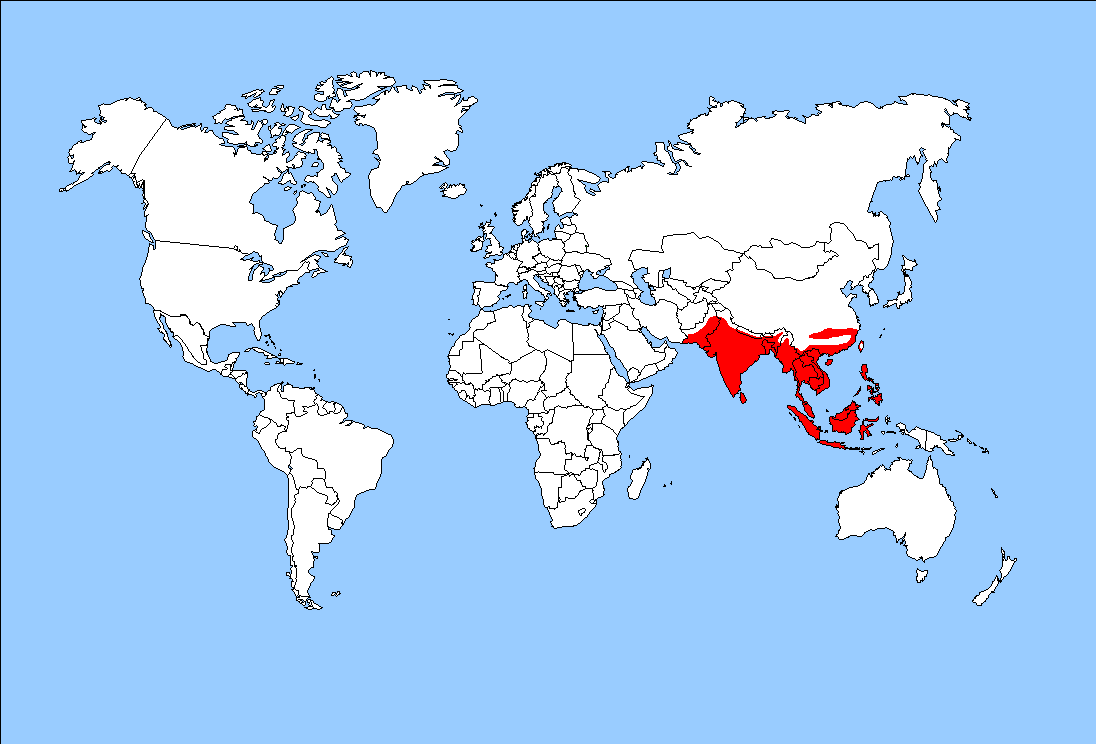
Zasięg krainy orientalnej

Kraina orientalna (kraina indomalajska) – kraina zoogeograficzna, obejmująca południową część kontynentu azjatyckiego (tę, która nie jest zaliczana do krainy palearktycznej i etiopskiej) oraz Archipelag Malajski aż do Filipin i Małych Wysp Sundajskich. W systemie państw zwierzęcych zalicza się do państwa Arktogea.
Leży w strefie klimatu równikowego i zwrotnikowego, a główną jej formacją roślinną jest wilgotny las równikowy oraz częściowo sawanna. 
Fauna tego obszaru jest bardzo bogata i wykazuje duże podobieństwo do występującej w krainie palearktycznej i etiopskiej. Wynika to z faktu, że w toku ewolucji właśnie w Azji Południowej formowało się wiele grup zwierząt, które następnie zasiedlały sąsiednie krainy. Dlatego też mało jest tu endemitów.
Najbardziej charakterystyczne gatunki zwierząt:
- ptaki – ok. 1900 gatunków, wśród nich bażanty (np. paw indyjski) i przedstawiciele rzędu wróblowych – kurtaczki, tymaliowate i kwiatówki oraz endemiczne turkuśniki i filipińczyki
- ssaki – słoń indyjski, nosorożcowate, tygrysy, biruang malajski, pandy, bawoły, tapir czaprakowy i małpy, a także endemiczne lotokoty, tupaje, wyraki i gibbony.
- gady – pytony, aligator chiński, kobra indyjska
- płazy – żaby latające i inne bezogonowe.